# Président du Parlement valencien
Le président du Parlement valencien est le député chargé d'occuper la présidence du Parlement valencien. Après le président de la Généralité valencienne, il est la deuxième autorité de la communauté autonome.
La titulaire de ce poste est, depuis le 26 juin 2023, Llanos Massó, membre du parti d'extrême droite Vox.

## Élection
Il est élu lors de la première séance qui suit la tenue des élections au Parlement (sesión constitutiva), ou lors de la première séance plénière (pleno) qui suit la démission du titulaire.
La majorité absolue des députés élus est requise lors du premier tour. En cas d'échec, un second tour est organisé immédiatement après la proclamation des résultats par le président de séance, où la majorité simple est cette fois suffisante, entre les deux candidats en tête. Si les deux candidats arrivent à égalité, un nouveau vote intervient pour les départager. Si aucun candidat n'est élu au bout de trois autres votes, le candidat proposé par le parti le plus voté lors des élections est désigné président. Chaque député est libre d'écrire le nom qu'il souhaite sur son bulletin de vote, même si ceux du groupe majoritaire votent toujours pour un candidat préalablement désigné par leur parti.
Son mandat prend fin en cas de décès, démission, perte de la qualité de député, expulsion de son groupe parlementaire ou à la suite de la dissolution du Parlement, prélude à la tenue de nouvelles élections.

## Fonctions
Il préside les séances plénières, dont il assure l'ouverture, la clôture et la fixation de l'ordre du jour en collaboration avec la conférence des porte-parole. Il préside également les réunions de la conférence des porte-parole et de la députation permanente.
Chargé de diriger les débats et d'en contrôler le bon ordre, lui seul peut donner la parole et la retirer. Il a la faculté de rappeler un député ou l'ensemble de l'assemblée à l'ordre, d'expulser immédiatement, pour une ou deux séances, tout député qui a été rappelé trois fois à l'ordre, qui n'a pas quitté la salle des séances après le prononcé d'expulsion, ou qui a produit un désordre grave du fait de sa conduite.
Il s'assure de la bonne application du règlement, de son interprétation après validation par la conférence des porte-parole, et de la bonne marche des travaux parlementaires.
Après consultation avec les porte-parole des groupes parlementaires, il est chargé de proposer le nom du candidat à l'investiture comme président de la Généralité valencienne le plus soutenu parmi les candidatures qui lui sont soumises par les groupes, dans le délai de 12 jours à compter de la constitution du Parlement, de la démission du titulaire ou du rejet de l'investiture au candidat proposé.
En cas de vacance, d'absence ou d'impossibilité, il est remplacé par un vice-président, selon l'ordre d'élection.

## Titulaires
| Législature | Titulaire                  | Parti              | Parti     | Élection                             | Date de début   | Date de fin      |
| ----------- | -------------------------- | ------------------ | --------- | ------------------------------------ | --------------- | ---------------- |
| Ire         | Antonio García Miralles    |                    | PSOE      | 1er tour : 57 voix                   | 7 juin 1983     | 2 juillet 1987   |
| IIe         | Antonio García Miralles    | 1er tour : 48 voix | PSOE      | 2 juillet 1987                       | 18 juin 1991    |                  |
| IIIe        | Antonio García Miralles    | 1er tour : 45 voix | PSOE      | 18 juin 1991                         | 20 juin 1995    |                  |
| IVe         | Vicente González Lizondo   |                    | UV        | 1er tour : 46 voix                   | 20 juin 1995    | 23 décembre 1996 |
| IVe         | Héctor Villalba Chirivella |                    | UV        | 1er tour : 46 voix                   | 12 février 1997 | 9 juillet 1999   |
| Ve          | Marcela Miró Pérez         |                    | PP        | 1er tour : 49 voix                   | 9 juillet 1999  | 12 juin 2003     |
| VIe         | Julio de España            |                    | PP        | 1er tour : 48 voix                   | 12 juin 2003    | 14 juin 2007     |
| VIIe        | Milagrosa Martínez         |                    | PP        | 1er tour : 54 voix                   | 14 juin 2007    | 9 juin 2011      |
| VIIIe       | Juan Cotino                |                    | PP        | 1er tour : 55 voix                   | 9 juin 2011     | 13 octobre 2014  |
| VIIIe       | Alejandro Font de Mora     |                    | PP        | 1er tour : 48 voix 2d tour : 48 voix | 15 octobre 2014 | 11 juin 2015     |
| IXe         | Francesc Colomer           |                    | PSOE      | 1er tour : 68 voix                   | 18 juin 2015    | 1er juillet 2015 |
| IXe         | Enric Morera               |                    | Compromís | 1er tour : 53 voix                   | 3 juillet 2015  | 16 mai 2019      |
| Xe          | Enric Morera               | 1er tour : 52 voix | Compromís | 16 mai 2019                          | 26 juin 2023    |                  |
| XIe         | Llanos Massó               |                    | Vox       | 1er tour : 53 voix                   | 26 juin 2023    |                  |